# Valda
Valda je žensko osebno ime.

## Izvor imena
Ime Valda je različica moškega osebnega imena Evald.

## Pogostost imena
Po podatkih Statističnega urada Republike Slovenije je bilo na dan 31. decembra 2007 v Sloveniji število ženskih oseb z imenom Valda: 12.

## Osebni praznik
Osebe z imenom Valda lahko godujejo skupaj z Evaldi.